# Tipula (Pterelachisus) clinata
Tipula (Pterelachisus) clinata is een tweevleugelige uit de familie langpootmuggen (Tipulidae). De soort komt voor in het Oriëntaals gebied.